# Copelatus assamensis
Copelatus assamensis är en skalbaggsart som beskrevs av Vazirani 1970. Copelatus assamensis ingår i släktet Copelatus och familjen dykare. Inga underarter finns listade i Catalogue of Life.